# Ісангано (національний парк)
Національний парк Ісангано — національний парк у Північній Провінції Замбії. Парк займає площу 840 км2. У 1972 році парк був оголошений національним. Він занепав через проблеми, викликані поселенням людей і браком коштів. Це призвело до того, що в парку мало дикої природи та тварин. У липні 2007 року були зроблені кроки для вирішення цих проблем.

## Географія
Національний парк Ісангано займає площу 840 км2. Це переважно заплавна рівнина  з болотистими лісами та луками. Парк є частиною боліт Бангвеулу і межує на сході з річкою Чамбеші, а на заході - з рівнинами Бангвеулу. Розташований на висоті 1100 метрів над рівнем моря.

## Історія
Національний парк Ісангано став заповідником у 1957 році. Статус національного парку йому було надано в 1972 році відповідно до наказу № 42.  Парк занепав після надання статусу національного парку через відсутність фінансової підтримки, відсутність інфраструктури, браконьєрство та незаконні поселення людей.  У липні 2007 року уряд Замбії почав вживати заходів для виселення нелегальних поселенців у парку відповідно до резолюції Координаційного комітету розвитку провінції. Це було зроблено для того, щоб парк міг бути відновлений, а популяції диких тварин змогли відновитися.

## Дика природа
У національному парку Ісангано мало диких тварин  через незаконні людські поселення та полювання на території парку. Окрім різноманітних мігруючих видів і водоплавних птахів, яких можна зустріти в парку, в парку зустрічаються й інші поширені тварини: антилопи чорний лечве, редунга, орібі та сітатунга.